# Colletotrichum gloeosporioides
Colletotrichum gloeosporioides é uma espécie de fungo, pertencente à ordem Melanconiales da classe Coelomycetes, cuja fase perfeita é classificado com estirpes homotálicas ou heterotálicas de ascomicetos do gênero Glomerella sp.. Os fungos deste gênero, juntamente com sua fase perfeita, são considerados os maiores patógenos de plantas em todo o mundo. 

## Caracterização
O gênero Colletotrichum caracteriza-se pela formação de estruturas denominadas acérvulos, em forma de disco achatado, subepidérmico, com espinhos ou setas, conidióforos simples e alongados, conídios hialinos unicelulares, geralmente em forma de bastonete, que permanecem nos acérvulos aderidos por uma massa mucilaginosa de polissacarídeos, solúveis em água. Apesar destes esporos não serem estruturas de resistência, os micélios do fungo podem permanecer viáveis por longo período de tempo, em sementes, restos culturais, ou em infecções latentes em frutos. 
Tem crescimento rápido em meio de cultura Batata-Dextrose-Ágar (BDA), formando colônias concêntricas, de coloração verde-oliva à marrom, podendo ocorrer a formação ou não de setores.[carece de fontes?]